# Lista de ganhadores do Prêmio Nobel afiliados à Universidade de Stanford

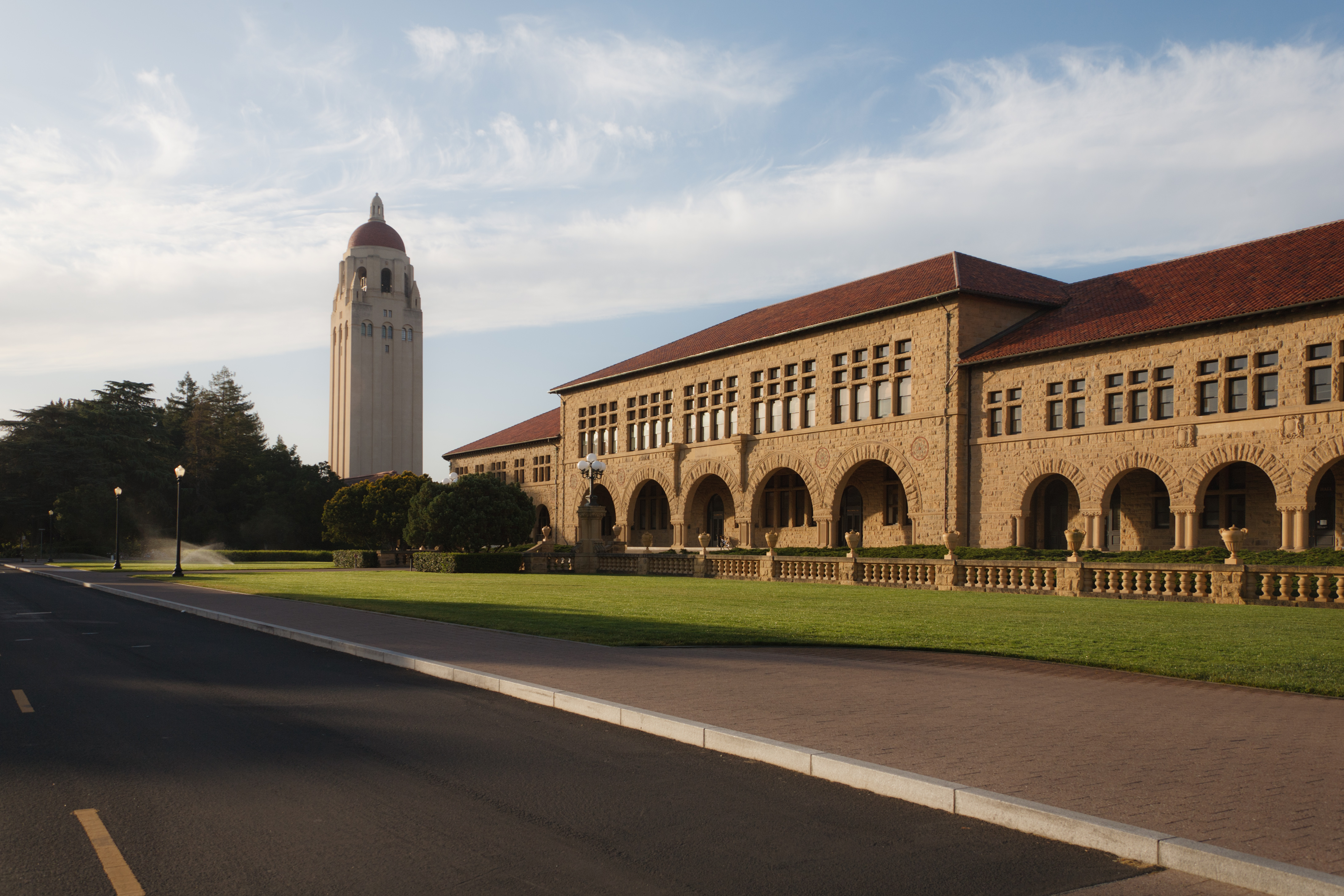
A Torre Hoover na Universidade de Stanford. Em outubro de 2020, 85 ganhadores do Nobel eram afiliados à universidade.

Esta lista de ganhadores do Prêmio Nobel afiliados à Universidade de Stanford mostra de forma abrangente os ex-alunos, membros do corpo docente e pesquisadores da Universidade de Stanford que receberam o Prêmio Nobel ou o Prêmio Nobel Memorial em Ciências Econômicas. Os Prêmios Nobel, estabelecidos pelo testamento de Alfred Nobel em 1895, são concedidos a indivíduos que fazem contribuições notáveis nas áreas de Química, Literatura, Paz, Física e Fisiologia ou Medicina. Um prêmio associado, o Prêmio Sveriges Riksbank em Ciências Econômicas em Memória de Alfred Nobel (comumente conhecido como Prêmio Nobel de Economia), foi instituído pelo banco central da Suécia, Sveriges Riksbank, em 1968 e concedido pela primeira vez em 1969.
Em outubro de 2020, 84 laureados com o Nobel foram afiliados à Universidade de Stanford, e 51 deles estão oficialmente listados como "Laureados com o Nobel de Stanford" pela universidade. Entre os 84 laureados, 14 são ex-alunos de Stanford (graduados e participantes) e 48 são membros acadêmicos de longa data do corpo docente de Stanford ou de organizações de pesquisa afiliadas a Stanford; e no que diz respeito à matéria, 27 laureados ganharam o Prêmio Nobel de Economia, mais do que qualquer outra matéria. Em particular, Linus Pauling é o único ganhador do Prêmio Nobel afiliado a Stanford (Professor de Química) que ganhou dois prêmios Nobel: ele ganhou o Prêmio Nobel de Química em 1954 e o Prêmio Nobel da Paz em 1962; por se tratar de uma lista de laureados, não de prêmios, ele é contado apenas uma vez.

## Critérios de inclusão

### Regras gerais

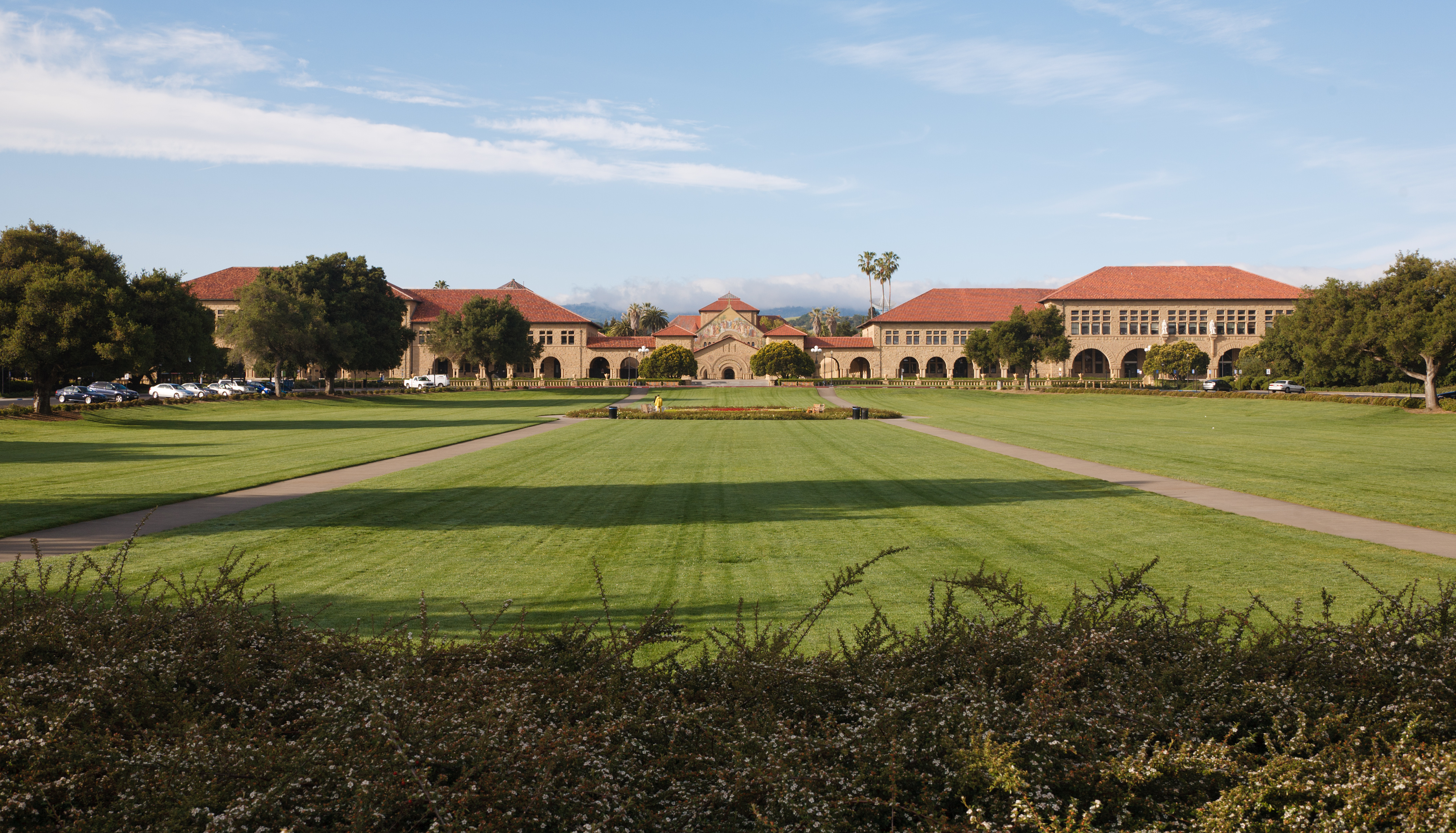
Universidade de Stanford.

As afiliações universitárias nesta lista são todas afiliações acadêmicas oficiais, como programas de graduação e empregos acadêmicos oficiais. Afiliações não acadêmicas, como comitês consultivos e funcionários administrativos, são geralmente excluídas. As afiliações acadêmicas oficiais se enquadram em três categorias: 1) Ex-alunos (graduados e participantes), 2) Equipe acadêmica de longo prazo e 3) Equipe acadêmica de curto prazo. Graduados são definidos como aqueles que possuem bacharelado, mestrado, doutorado ou graus equivalentes em Stanford, enquanto participantes são aqueles que se matricularam formalmente em um programa de graduação em Stanford, mas não concluíram o programa; assim, diplomas honorários, diplomas póstumos, participantes de verão, alunos de intercâmbio e alunos de auditoria são excluídos. A categoria de "Pessoal Acadêmico de Longo Prazo" consiste em estabilidade e cargos acadêmicos equivalentes, enquanto a de "Pessoal Acadêmico de Curto Prazo" consiste em professores (sem estabilidade), pesquisadores de pós-doutorado (pós-doutorandos), professores/bolsistas visitantes (visitantes) e posições acadêmicas equivalentes. Em Stanford, o título acadêmico específico determina apenas o tipo de afiliação, independentemente do tempo real em que o cargo foi ocupado pelo laureado.

## Resumo
Todos os tipos de afiliações, nomeadamente ex-alunos, docentes de longa e curta duração, contam igualmente na tabela seguinte e em toda a página.
Na lista a seguir, o número após o nome de uma pessoa é o ano em que ela recebeu o prêmio; em particular, um número com asterisco (*) significa que a pessoa recebeu o prêmio enquanto trabalhava na Universidade de Stanford (incluindo funcionários eméritos). Um nome sublinhado indica que essa pessoa já foi listada em uma categoria anterior (ou seja, possui várias afiliações).
| Categoria                   | Ex-alunos | Pessoal acadêmico de longo prazo | Pessoal acadêmico de curto prazo |
| --------------------------- | --- | --- | --- |
| Total: 84                   | 14 | 48 | 34 |
| Física (25)                 | 1. Carl Wieman - 2001 2. Eric Cornell - 2001 3. Richard E. Taylor - 1990                                                  | 1. Theodor Hänsch - 2005 2. Carl Wieman- 2001 3. Robert Laughlin - 1998* 4. Steven Chu - 1997* 5. Douglas Osheroff - 1996* 6. Martin Perl - 1995* 7. Henry W. Kendall - 1990 8. Richard E. Taylor - 1990* 9. Melvin Schwartz - 1988 10. Arthur Schawlow - 1981* 11. Sheldon Glashow - 1979 12. Burton Richter - 1976* 13. Robert Hofstadter - 1961* 14. William Shockley - 1956 15. Willis Lamb - 1955* 16. Felix Bloch - 1952* | 1. Serge Haroche - 2012 2. Gerard 't Hooft - 1999 3. Martinus Veltman - 1999 4. Henry W. Kendall - 1990 5. Jerome I. Friedman - 1990 6. Gerd Binnig - 1986 7. Kenneth G. Wilson - 1982 8. Steven Weinberg - 1979 9. John van Vleck - 1977                                                                   |
| Química (13)                | 1. Paul Modrich - 2015 2. Roger Kornberg - 2006 3. Barry Sharpless - 2001 4. Dudley Herschbach - 1986                     | 1. William Moerner - 2014* 2. Michael Levitt - 2013* 3. Brian Kobilka - 2012* 4. Roger Kornberg - 2006* 5. Barry Sharpless - 2001 6. Henry Taube - 1983* 7. Paul Berg - 1980* 8. Paul Flory - 1974* 9. Linus Pauling - 1954 | 1. M. Stanley Whittingham - 2019 2. Robert Grubbs - 2005 3. Barry Sharpless - 2001 |
| Fisiologia ou Medicina (16) | 1. Randy Schekman - 2013                                                                                                  | 1. James Rothman - 2013 2. Thomas Südhof - 2013* 3. Andrew Fire - 2006* 4. Ferid Murad - 1998 5. Arthur Kornberg - 1959* 6. Edward Tatum - 1958 7. George Beadle- 1958 8. Joshua Lederberg - 1958 | 1. James P. Allison - 2018 2. Michael W. Young- 2017 3. Paul Lauterbur - 2003 4. Leland Hartwell - 2001 5. Werner Arber - 1978 6. Baruch Blumberg - 1976 7. Edward Tatum - 1958 8. Thomas H. Morgan - 1933                                                                                                  |
| Economia (27)               | 1. Paul Milgrom - 2020 2. Bengt Holmström - 2016 3. Alvin Roth - 2012 4. Oliver Williamson - 2009 5. John Harsanyi - 1994 | 1. Paul Milgrom - 2020* 2. Robert B. Wilson - 2020* 3. Paul Romer - 2018 4. Alvin Roth - 2012 5. Thomas Sargent - 2011 6. Paul Krugman - 2008 7. Joseph Stiglitz - 2001 8. Michael Spence - 2001* 9. Robert Mundell - 1999 10. Myron Scholes- 1997 11. Douglass North- 1993 12. Gary Becker - 1992 13. William F. Sharpe - 1990* 14. Milton Friedman- 1976 15. Kenneth Arrow- 1972                                              | 1. Richard Thaler - 2017 2. Bengt Holmström - 2016 3. Jean Tirole - 2014 4. Lars P. Hansen - 2013 5. Thomas Sargent - 2011 6. Leonid Hurwicz - 2007 7. Robert Aumann - 2005 8. Finn Kydland - 2004 9. Vernon L. Smith - 2002 10. Douglass North - 1993 11. George Stigler - 1982 12. Friedrich Hayek - 1974 |
| Literatura (3)              | 1. John Steinbeck - 1962                                                                                                  | | 1. Louise Glück - 2020 2. J. M. Coetzee - 2003 |
| Paz (1)                     | | 1. Linus Pauling - 1962 | |

## Prêmios Nobel por categoria

### Prêmios Nobel de Física
| No. | Nome               | Ano  | Afiliação com a Stanford University                                         |
| --- | ------------------ | ---- | --------------------------------------------------------------------------- |
| 25  | Serge Haroche      | 2012 | Postdoctoral Researcher (1972-1973) and Visiting Scholar (1976, 1979)       |
| 24  | Theodor Hänsch     | 2005 | Professor                                                                   |
| 23  | Carl Wieman        | 2001 | PhD; Professor                                                              |
| 22  | Eric Cornell       | 2001 | B.S.                                                                        |
| 21  | Martinus Veltman   | 1999 | SLAC Visitor (1963)                                                         |
| 20  | Gerard 't Hooft    | 1999 | SLAC Visitor (September 1976 - February 1977)                               |
| 19  | Robert Laughlin    | 1998 | Professor                                                                   |
| 18  | Steven Chu         | 1997 | Professor                                                                   |
| 17  | Douglas Osheroff   | 1996 | Professor                                                                   |
| 16  | Martin Perl        | 1995 | Professor                                                                   |
| 15  | Richard E. Taylor  | 1990 | PhD; Professor                                                              |
| 14  | Henry W. Kendall   | 1990 | Assistant Professor; Research Associate                                     |
| 13  | Jerome I. Friedman | 1990 | Research Associate                                                          |
| 12  | Melvin Schwartz    | 1988 | Professor                                                                   |
| 11  | Gerd Binnig        | 1986 | Visiting Professor (1985-1988)                                              |
| 10  | Kenneth G. Wilson  | 1982 | SLAC Researcher                                                             |
| 9   | Arthur Schawlow    | 1981 | Professor                                                                   |
| 8   | Steven Weinberg    | 1979 | Visiting Professor of Physics (1976-1977)                                   |
| 7   | Sheldon Glashow    | 1979 | Assistant Professor                                                         |
| 6   | John van Vleck     | 1977 | Visiting Professor (Summer 1927, Winter Quarter 1934, 1941; taught courses) |
| 5   | Burton Richter     | 1976 | Professor                                                                   |
| 4   | Robert Hofstadter  | 1961 | Professor                                                                   |
| 3   | William Shockley   | 1956 | Professor                                                                   |
| 2   | Willis Lamb        | 1955 | Professor                                                                   |
| 1   | Felix Bloch        | 1952 | Professor                                                                   |

### Prêmios Nobel em Química
| No. | Nome                   | Ano  | Afiliação com a Stanford University          |
| --- | ---------------------- | ---- | -------------------------------------------- |
| 13  | M. Stanley Whittingham | 2019 | Pesquisador de pós-doutorado (1968-1972)     |
| 12  | Paul Modrich           | 2015 | PhD                                          |
| 11  | William Moerner        | 2014 | Professor                                    |
| 10  | Michael Levitt         | 2013 | Professor                                    |
| 9   | Brian Kobilka          | 2012 | Professor                                    |
| 8   | Roger Kornberg         | 2006 | PhD; Professor                               |
| 7   | Robert Grubbs          | 2005 | Pesquisador de pós-doutorado                 |
| 6   | Barry Sharpless        | 2001 | PhD; Professor; Pesquisador de pós-doutorado |
| 5   | Dudley Herschbach      | 1986 | BS, MS                                       |
| 4   | Henry Taube            | 1983 | Professor                                    |
| 3   | Paul Berg              | 1980 | Professor                                    |
| 2   | Paul Flory             | 1974 | Professor                                    |
| 1   | Linus Pauling          | 1954 | Professor                                    |

### Prêmios Nobel de Fisiologia ou Medicina
| No. | Nome             | Ano  | Afiliação com a Stanford University                                                       |
| --- | ---------------- | ---- | ----------------------------------------------------------------------------------------- |
| 16  | James P. Allison | 2018 | Visiting Scholar, Department of Pathology (1983-1984)                                     |
| 15  | Michael W. Young | 2017 | Pesquisador de pós-doutorado (1975-1977)                                                  |
| 14  | Thomas Südhof    | 2013 | Professor                                                                                 |
| 13  | Randy Schekman   | 2013 | PhD                                                                                       |
| 12  | James Rothman    | 2013 | Professor                                                                                 |
| 11  | Andrew Fire      | 2006 | Professor                                                                                 |
| 10  | Paul Lauterbur   | 2003 | Pesquisador, Departamento de Química (1969-1970)                                          |
| 9   | Leland Hartwell  | 2001 | Visitante (em licença sabática da Universidade de Washington ; 1983)                      |
| 8   | Ferid Murad      | 1998 | Professor                                                                                 |
| 7   | Werner Arber     | 1978 | Pesquisador visitante (1959), Departamento de Genética (com Joshua Lederberg )            |
| 6   | Baruch Blumberg  | 1976 | Professor visitante (1997), ministrou cursos de Antropologia Médica e Processo Científico |
| 5   | Arthur Kornberg  | 1959 | Professor                                                                                 |
| 4   | Edward Tatum     | 1958 | Professor; Pesquisador Associado                                                          |
| 3   | Joshua Lederberg | 1958 | Professor                                                                                 |
| 2   | George Beadle    | 1958 | Professor                                                                                 |
| 1   | Thomas H. Morgan | 1933 | Visitante na Hopkins Marine Station e campus principal de Stanford (1920-1921)            |

### Laureados com o Prêmio Nobel de Economia
| No. | Nome              | Ano  | Afiliação com a Stanford University |
| --- | ----------------- | ---- | --- |
| 27  | Robert B. Wilson  | 2020 | Professor (1964–present) |
| 26  | Paul Milgrom      | 2020 | M.S., PhD; Professor (1987–present) |
| 25  | Paul Romer        | 2018 | Professor |
| 24  | Richard Thaler    | 2017 | Visiting Scholar (June 1977-August 1978) |
| 23  | Bengt Holmström   | 2016 | M.S., PhD; Visiting Professor (1985-1986, 2010) |
| 22  | Jean Tirole       | 2014 | Visiting Scholar (Spring 1983) |
| 21  | Lars P. Hansen    | 2013 | Visiting Professor, Graduate School of Business (1989-1990) |
| 20  | Alvin Roth        | 2012 | M.S., PhD; Professor |
| 19  | Thomas Sargent    | 2011 | Professor; Visiting Scholar (August 1985 – March 1987), Hoover Institution |
| 18  | Oliver Williamson | 2009 | M.B.A |
| 17  | Paul Krugman      | 2008 | Professor |
| 16  | Leonid Hurwicz    | 2007 | Visiting Professor (1958) |
| 15  | Robert Aumann     | 2005 | Visiting Professor (1975-1976, 1980-1981) |
| 14  | Finn Kydland      | 2004 | National Fellow (1982-1983) and Visiting Scholar (Summer 1984), Hoover Institution |
| 13  | Vernon L. Smith   | 2002 | Visiting Professor (1961-1962) |
| 12  | Joseph Stiglitz   | 2001 | Professor |
| 11  | Michael Spence    | 2001 | Professor |
| 10  | Robert Mundell    | 1999 | Assistant Professor of Economics (1958-1959) |
| 9   | Myron Scholes     | 1997 | Professor |
| 8   | John Harsanyi     | 1994 | PhD |
| 7   | Douglass North    | 1993 | Bartlett Burnap Senior Fellow, Hoover Institution; Visiting Associate Professor (Winter 1958) |
| 6   | Gary Becker       | 1992 | Rose-Marie and Jack R. Anderson Senior Fellow, Hoover Institution (1990–2014) |
| 5   | William F. Sharpe | 1990 | Professor |
| 4   | George Stigler    | 1982 | Fellow, Hoover Institution (1971–1991) |
| 3   | Milton Friedman   | 1976 | Senior Research Fellow, Hoover Institution (1977-2006) |
| 2   | Friedrich Hayek   | 1974 | Visiting Professor (for the year of 1946) |
| 1   | Kenneth Arrow     | 1972 | Associate Professor of Economics and Statistics (1950–1953); Professor of Economics, Statistics, and Operations Research (1953–1968); and, Joan Kenney Professor of Economics and Professor of Operations Research (1979–1991) |

### Prêmios Nobel de Literatura
| No. | Nome           | Ano  | Afiliação com a Stanford University |
| --- | -------------- | ---- | --- |
| 3   | Louise Glück   | 2020 | Professor visitante em escrita criativa (2011–2012; 2017 – presente)                                                                                        |
| 2   | JM Coetzee     | 2003 | Professor visitante de inglês (primavera de 2002), Isaac e Madeline Stein Escritor visitante (primavera de 2004), ministrou um curso sobre redação criativa |
| 1   | John Steinbeck | 1962 | Participante de graduação |

### Prêmios Nobel da Paz
| No. | Nome          | Ano  | Afiliação com a Stanford University |
| --- | ------------- | ---- | ----------------------------------- |
| 1   | Linus Pauling | 1962 | Professor                           |